# إسبن سولهيم
إسبن سولهيم (بالنرويجية البوكمول: Espen Solheim)‏ هو لاعب كرة قدم نرويجي في مركز الوسط، ولد في 18 مارس 1976 في بودو (بلدية) في النرويج. لعب مع ترومسو إيدريتسلاغ.